# Салільяс-де-Халон
Салільяс-де-Халон (ісп. Salillas de Jalón) — муніципалітет в Іспанії, у складі автономної спільноти Арагон, у провінції Сарагоса. Населення — 375 осіб (2010).
Муніципалітет розташований на відстані близько 240 км на північний схід від Мадрида, 37 км на захід від Сарагоси.

## Демографія
Динаміка населення (INE ):